# Квалификације за Конкакафов шампионат у фудбалу за жене 1998.
Квалификациони турнир УНКАФ 1998. одржан је у Гватемала ситију између 19. јула и 25. јула 1998. године. Турнир је освојио домаћин Гватемала пошто је у финалном мечу победио Хаити са 1 : 0. Гватемала, Хаити и Костарика квалификовали су се за Конкакафов шампионат у фудбалу за жене 1998. године.

#### Група А
| Екипа       | Ута | Поб | Нер | изг | ГД | ГП | ГР  | Ута | Квалификовале се        |
| ----------- | --- | --- | --- | --- | -- | -- | --- | --- | ----------------------- |
| Хаити       | 2   | 2   | 0   | 0   | 9  | 2  | +7  | 6   | Финални турнир и финале |
| Костарика   | 2   | 1   | 0   | 1   | 18 | 2  | +16 | 3   | Утакмица за треће место |
| Гватемала Б | 2   | 0   | 0   | 2   | 1  | 24 | −23 | 0   |                         |

| Костарика | 17 : 0   | Гватемала Б |
| --- | -------- | ----------- |
| Синтија Мора ?’, ?’, ?’, ?’, ?’ · Карла Алеман ?’, ?’, ?’, ?’ · Хинија Контрерас ?’, ?’, ?’ · [Венди Араја ?’, ?’ · Емилија Кармона ?’ · Ерика Кастро ?’ · Марица Алварез ?’ | Извештај |             |

| Хаити | 2 : 0 | Костарика |
| ----- | ----- | --------- |
|       |       |           |

| Хаити | 7 : 1 | Гватемала Б |
| ----- | ----- | ----------- |
|       |       |             |

#### Група Б
| Екипа     | Ута | Поб | Нер | изг | ГД | ГП | ГР  | Ута | Квалификовале се        |
| --------- | --- | --- | --- | --- | -- | -- | --- | --- | ----------------------- |
| Гватемала | 2   | 2   | 0   | 0   | 15 | 1  | +14 | 6   | Финални турнир и финале |
| Салвадор  | 2   | 0   | 1   | 1   | 2  | 5  | −3  | 1   | Утакмица за треће место |
| Хондурас  | 2   | 0   | 1   | 1   | 1  | 12 | −11 | 1   |                         |

| Гватемала | 11 : 0 | Хондурас |
| --------- | ------ | -------- |
|           |        |          |

| Салвадор | 1 : 1 | Хондурас |
| -------- | ----- | -------- |
|          |       |          |

| Гватемала | 4 : 1 | Салвадор |
| --------- | ----- | -------- |
|           |       |          |

#### Утакмица за треће место
| Костарика | 5 : 1 | Салвадор |
| --------- | ----- | -------- |
|           |       |          |

#### Финале
| Гватемала | 1 : 0 | Хаити |
| --------- | ----- | ----- |
|           |       |       |

### Квалификациона рунда ФСК
CFU Квалификациона рунда састојао се од утакмица играних код куће и у гостима. Није јасно да ли су Мартиник и Порторико били слободни, или су се њихови (непознати) противници повукли.
| Тим #1            | рез.         | Тим #2  | прва утакмица | друга утакмица |
| ----------------- | ------------ | ------- | ------------- | -------------- |
| Тринидад и Тобаго | 15 : 1       | Гвајана | 7–0           | 8–1            |
| Хаити             | Није играно1 | Бахами  | —             | —              |

1 Хаити је требало да игра са Бахамима, али Бахами су одустале.
| Тринидад и Тобаго | 7 : 0 | Гвајана |
| ----------------- | ----- | ------- |
|                   |       |         |

| Тринидад и Тобаго | 8 : 1 | Гвајана |
| ----------------- | ----- | ------- |
|                   |       |         |

Костарика, Гватемала, Хаити, Мартиник, Порторико и Тринидад и Тобаго су се квалификовале за финални турнир.